# Kapperdoes
Onder een kapperdoes verstaat men een kroeg van min of meer laagstaand allooi.
De naam zou afkomstig zijn van een verbastering van het Franse begrip: cabaret douze. In de 19e eeuw werden in Frankrijk namelijk de herbergen (cabarets; van het Picardisch: camberet = kleine kamer, zie ook: chambrette) in categorieën verdeeld. Categorie 12 (douze) was de laagste categorie.
In Vlaamse dialecten is een kabberdoes of kapperdoesken een huis waar 't gemeene volk gaat smooren (roken) en drinken. Ook in de betekenis van een verdachte kroeg of bordeel werd het woord kapperdoes gebruikt.
Een vorm van kleinkunst met sketches en liedjes, die aanvankelijk in kleine cafeetjes werd bedreven, heeft uiteindelijk ook de naam cabaret gekregen.

## Voorbeelden
In de buurtschap Boord bij Nuenen bestond van 1670 tot 1968 een boerderij annex kruidenierswinkel annex café, die getooid was met de naam: De Kapperdoes. Momenteel draagt een villa, die later op dezelfde plaats werd gebouwd, die naam.